# 外交激変
『外交激変』（がいこうげきへん）は柳井俊二の著作。
五百旗頭真、伊藤元重、薬師寺克行による「90年代の証言」シリーズの3巻めである（1巻めは小沢一郎、2巻目は宮沢喜一）。
柳井俊二は外務省職員で、1997-9年の外務事務次官。インタビューに答える形式で、2006年に朝日新聞社の雑誌『論座』に3回連載され、2007年に書籍化された
。
自衛隊は武器は持つが、防衛だけのもの、自衛隊が武器を持って海外派遣など論外、というのが1980年代までの日本の考え方だった。
これを大きくゆさぶったのが1990-1991年の湾岸戦争だった。それによる外交の変化を描く。

## 各章の概要

### 1   沖縄返還交渉
- 1971年6月、沖縄返還協定調印。  （返還は翌年）
- 返還協定の第7条は、米国の意向で核について書かずに、実質「核抜き返還」を実現した。

### 2   湾岸危機 - 日本外交の試練
- 1990年8月、イラクがクウェートを占領し、湾岸危機勃発。
- 柳井は条約局長。どんな人的貢献をすべきか、つまり後方支援に自衛隊を出すべきか、事務次官の栗山尚一と激論  [注 1]。
- 10月に自衛隊派遣の国連平和協力法案を提出。しかし全野党の反対で11月廃案 。
- 日本は増税して戦費の2割以上の130億ドルを出したが、人的貢献がなかったため、国際的にほとんど感謝されなかった。

### 3   PKOへの参加
- 1990年11月、小沢一郎によって自民・公明・民社の3党は、PKO組織創設に合意。
- 1992年6月にPKO協力法が、自民・公明・民社の賛成で成立。9月に自衛隊、10月に文民警察官がカンボジアへ [注 2]。
- 1993年4,5月にカンボジアで文民の中田厚仁・高田晴行が殺された。世論は撤退に流れたが、宮沢総理は動じなかった。

### 4   機構改革 - 総合外交政策局の誕生
- 戦後50年の村山談話の原案は、新設した総合外交政策局で考えた。仕上げは首相官邸。
- 従軍慰安婦問題。日本は1965年の日韓請求権協定で解決したという立場。さらに1995年に民間基金としてアジア女性基金を設立した        [注 3]。

### 5   冷戦後の危機の中で
- 北朝鮮は1993年にノドンを日本海へ、1998年にテポドンミサイルを太平洋へ発射。
- 国連安保理改革が必要。1997年にラザリ議長は理事国増加案を出したが、総会へ提出する以前に流れた。

### 6   問題発言
- 普天間飛行場返還は、官邸が主導し、1996年の橋本・クリントン会談から検討を開始 [注 4]。
- 対ロ交渉は、1991年の海部・ゴルバチョフ会談で再開した。しかし、1993年の細川・エリツィン会談、1998年の橋本・エリツィン会談以後、進展していない。

### 7   外交は何をすべきか
- 1997年新日米防衛協力のための指針を交渉、閣議決定。    1999年に周辺事態安全確保法を制定。
- 「周辺」とはどこか。政府は「地理的定義ではない」と答え、際限のない拡大か？と世論は紛糾。
- 高野紀元北米局長は、周辺とは「極東ないし極東周辺を概念的に超えることはない」と答弁し収拾 [注 5]。